# هانس لوب (باكينجهامشير)
هنسلب (باكينجهامشير) (بالإنجليزية: Hanslope)‏ هي قرية و أبرشية مدنية تقع في المملكة المتحدة في إنجلترا.  يقدر عدد سكانها بـ 2,238 نسمة .